# Douala Grand Mall
Le Douala Grand Mall est un centre commercial à Douala, Cameroun.

## Historique
Il est construit par Douala Retail and Convention Centre à Douala (DRCC) et co-financé par Actis (en) (près de 90% du financement), une firme britannique d'investissement en Private Equity, Infrastructure, Energie, Real Estate,... - ayant pour cible les pays émergents, actionnaire majoritaire chez Enéo et la SFI.
Le DGM est construit entre 2018 et 2020 par un partenaire local d'Actis, DRCC (Douala Retail & Convention Centre), dirigé par Mathurin Kamdem, qui a supervisé l'ensemble du projet.
Il a été ouvert au public le 17 novembre 2020 à Douala en présence de Mathurin Kamdem (DRCC), de Luc Demez (Directeur de CFAO Retail au Cameroun, partenaire local de Carrefour et première enseigne à ouvrir dans le mall) et du maire de Douala IIIème.

## Caractéristiques

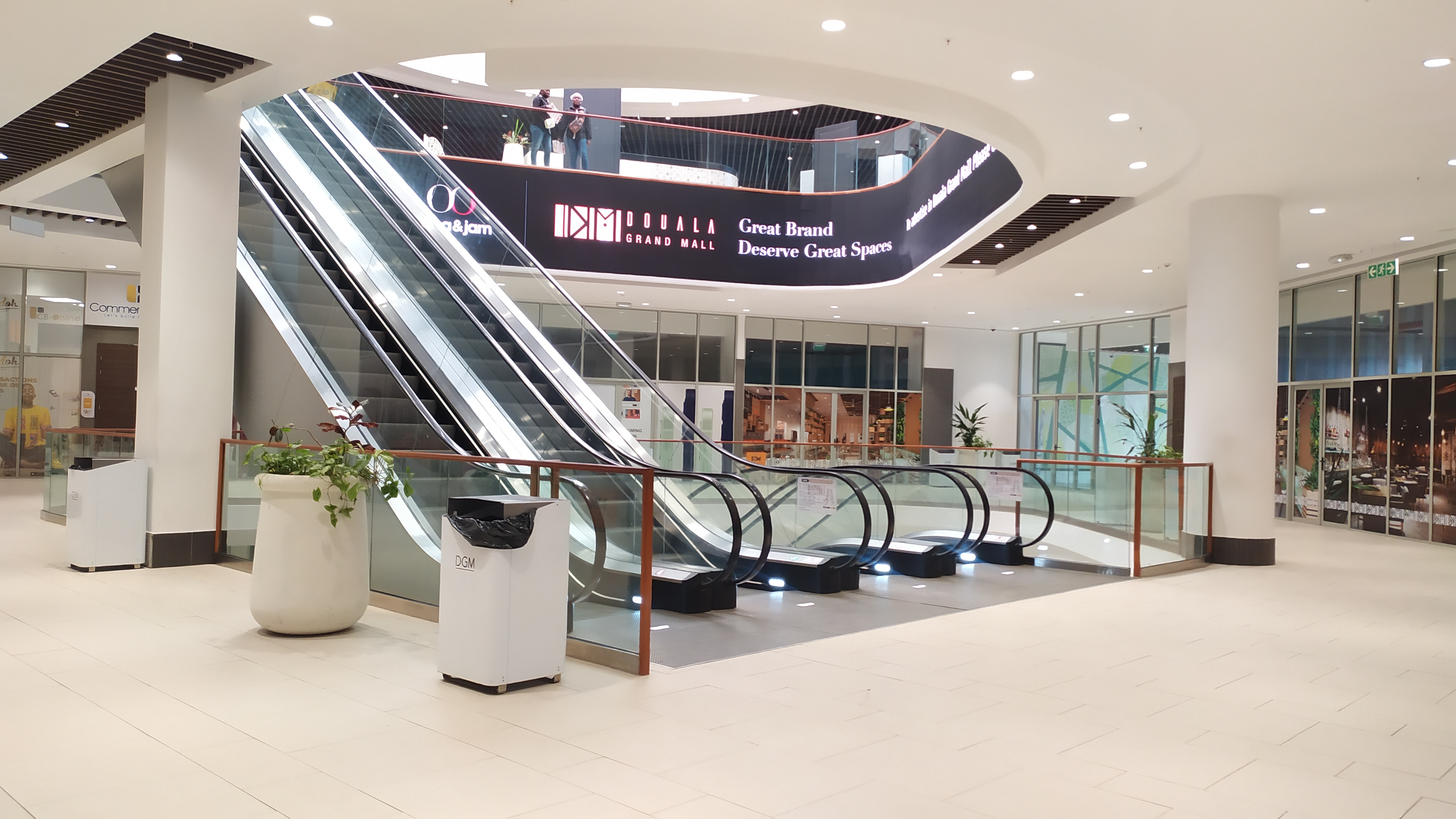
L'intérieur du Douala Grand Mall

Le mall est accessible via l'échangeur qui mène à l'aéroport de Douala, à proximité de Bonapriso. Les galeries commerciales sont réparties sur deux niveaux. Il comprend 18 000 m2 carrés d'espaces commerciaux et de loisirs et comprend plus de 160 espaces de magasins.
Il compte un multiplexe de 5 salles de cinéma de 1000 places, un supermarché, 22 restaurants, 640 places de parking un spa .
Il est un facteur de promotion du Made In Cameroun à travers l'organisation de l'initiative les weeks end du made in Cameroun, aussi 60% des boutiques qui s'y trouvent appartiennent aux entrepreneurs .

### Écologie
Le Mall  est le premier bâtiment EDGE (Excellence in Design in Greater Efficiency), certifié vert au Cameroun; dans la lignée du Heritage Place à Lagos, du One Airport Square à Accra et du Garden City de Nairobi, qui ont été les premiers bâtiments certifiés écologiques sur leurs marchés.
Il consomme 50% moins d'eau que les autres bâtiments à Douala avec ses peintures réfléchissantes, son toit, ses aérateurs de robinetterie et  sanitaires à faible consommation.
Actis y apporte une expertise via son "Green-by-Design" qui a permis de réaliser entre autres le Garden City à Nairobi; prix du meilleur bâtiment vert en Afrique subsaharienne en 2017.

## Enseignes
Carrefour.